# Холматы
Холматы   — деревня  в  Смоленской области России,  в Ельнинском районе. По состоянию на 2007 год постоянного населения не имеет .  Расположена в юго-восточной части области  в 12 км к востоку от города Ельня, в 13 км восточнее автодороги  Р137 Сафоново — Рославль, в 2 км к западу от автодороги Р96 Новоалександровский(А101)- Спас-Деменск — Ельня — Починок. В 2 км к северу от деревни железнодорожная станция «Жегловка» на линии Смоленск  - Сухиничи. Входит в состав Пронинского сельского поселения.

## История
В годы Великой Отечественной войны деревня была местом ожесточённых боёв и дважды была оккупирована гитлеровскими войсками. 1-й раз в июле 1941 года (освобождена в ходе Ельнинской операции), 2-й раз в октябре 1941 года (освобождена в ходе Ельнинско-Дорогобужской операции в 1943 году).  Была освобождена 68-й армией. 

## Экономика
Фермерское хозяйство «Добричка» .